# Miriam Tlali
Miriam Tlali (Doornfontein, Johannesburg, 1933. november 11. – Doornfontein, Johannesburg, 2017. február 24.) dél-afrikai író. Ő volt az első fekete nő Dél-Afrikában, angol nyelvű regényt adott ki: Between Two Worlds – 1975. Ő is az elsők között írt Soweto-ról. Írásainak nagy részét eredetileg a dél-afrikai apartheid rezsim tiltotta. Felesége Stephan Lehutso volt, két gyermekük született: egy lánya, Moleboheng Phooko-Lehutso és egy fia, Moshe Maele Lehutso, 2 unokája Matsididi Karabo Lehutso, Mose és Palesa fia Miriam Lehutso, Moshe lánya, 3 dédunokája Tshire Lehutso, Matsididi lánya, Lesego Lehutso, Matsididi fia, és Masolinyana Carmen Moleboheng Lehutso, Palesa lánya.

## Élete és munkássága
Miriam Masoli Tlali a johannesburgi Doornfonteinben született, és Sophiatownban nőtt fel.  A St Cyprian's Anglican Schoolba, majd a Madibane High Schoolba járt. A Witwatersrand Egyetemen tanult, amíg az apartheid idején bezárták a feketék elől; később a Lesothói Nemzeti Egyetemre (akkori nevén XII. Piusz Egyetem) ment Rómában, Lesothóban.  Pénzhiány miatt otthagyta a várost, titkárképzőbe ment, és könyvelőként helyezkedett el egy johannesburgi bútorüzletben.
Tlali irodai tisztviselőként szerzett tapasztalataiból merített első könyvéhez, a Muriel at Metropolitanhez, egy félig önéletrajzi regényhez, amelynek "nézőpontja új a dél-afrikai irodalomban".  Bár 1969-ben íródott, hat évig nem jelent meg, mivel sok dél-afrikai kiadó elutasította. 1975-ben a Ravan Press közzétette Murielt a Metropolitanben: "csak bizonyos részletek eltávolítása után, amelyekről úgy gondolták, hogy minden bizonnyal sértik a Cenzúra Testületet - a dél-afrikai irodalmi figyelőt. De ezen erőfeszítések ellenére a regényt a megjelenése után szinte azonnal betiltották, mert a cenzúrabizottság nemkívánatosnak nyilvánította a dél-afrikai politikai kontextusban.  A könyv szélesebb közönséghez is eljutott, miután Longman 1979-ben kiadta Két világ között címmel, majd ezt követően lefordították más nyelvekre, köztük japánra, lengyelre, németre és hollandra. 1988-ban Tlali ezt mondta egy Amszterdamban a Cenzúra Elleni Bizottság előtt tartott előadásában "A filiszteusoknak, a könyvek zászlajának, a kritikusoknak... Mi, fekete dél-afrikai írók (akik azzal a feladattal szembesülünk, hogy tudatosítsuk népünket és magunkat, azoknak írunk, akikről tudjuk, hogy releváns közönség. Nem azért fogunk írni, hogy megfeleljünk annak, amit Ön "igazi művészetnek" nevez. Kötelességünk, hogy népünkért és róluk írjunk." 
Második regényét, az Amandlát, amely az 1976-os sowetoi felkelésen alapult, szintén betiltották Dél-Afrikában, nem sokkal 1980-as megjelenése után. Tlali későbbi könyvei közé tartozik a Mihloti, egy novellákból, interjúkból és ismeretterjesztő művekből álló gyűjtemény, amelyet 1984-ben adott ki a fekete Skotaville kiadó, amelynek társalapítója volt.  Regényeit 1986-ban nem tiltották be. 1989-ben David Philip Dél-Afrikában kiadott Lábnyomok a kuporban című könyve Soweto Stories címmel jelent meg a Pandora Press gondozásában.
Tlali társalapítója és közreműködője volt a Staffrider magazinnak, amelynek rendszeres rovatot írt "Soweto Speaking " címmel, valamint más dél-afrikai kiadványoknak, köztük a Rand Daily Mailnek. 
Tlali irodalmi tevékenysége a világ különböző részeire vitte, többek között Hollandiába, ahol egy évig dolgozott, valamint az Egyesült Államokba. 1978-ban részt vett az Iowa Állami Egyetem nemzetközi írói programjában, előadásokat tartott San Franciscóban, Atlantában, Washington DC-ben és New Yorkban, 1989 és 1990 között pedig a Yale Egyetem Dél-afrikai Kutatási Programjának vendégkutatója volt. 

## Főbb művei
- Muriel at Metropolitan (1975, 1979)
- Amandla (1980)
- Mihloti (1984)
- Footprints in the Quag (1989, Soweto Stories címmel is megjelent)

## Díjai, elismerései
- South African Lifetime Achievement Literary Award (2005)
- Order of Ikhamanga – ezüst fokozat (2008)